# آکسفورد، نیوجرسی
اکسفورد (به انگلیسی: Oxford Township) شهری در ایالت نیوجرسی کشور ایالات متحده آمریکا است که جمعیت آن در سرشماری سال ۲۰۱۰ میلادی، ۲٬۵۱۴ نفر بوده‌است.